# Ескудо на Кабо Верде
Ескудото на Кабо Верде (на португалски: Cabo Verde Escudo) е валутата на Кабо Верде, въведена на 1 юли 1977 г., заменяйки колониалното ескудо на Кабо Верде, което e националната валута след обявяването на независимостта на страната на 5 юли 1975 г., с обменен курс 1:1. Международният код на валутата е CVE.
В обращение са банкноти с номинали от 200, 500, 1000, 2000 и 5000 ескудо, както и монети с номинали от 1, 5, 10, 20, 50 и 100 ескудо. Всички надписи върху монети и банкноти (с изключение на имената на биологичните видове) са на португалски език.
Едно ескудо формално се равнява на 100 сентаво, но монетите, деноминирани в сентаво, вече не се издават, а издадените преди това не са законно платежно средство.

## Монети
Първите монети на независимото Кабо Верде в деноминации от 20, 50 сентаво и 1, 2,5, 10, 20 и 50 ескудо са въведени през 1977 г. заедно с банкнотите от първата серия и остават законно платежно средство до 1995 г., въпреки че монетите сентаво изчезват от обращение поради инфлация много по-рано.
Изображенията на лицевата и обратната страна на монетите са завъртяни на 180° едно спрямо друго.
Сериите от монети в деноминации от 1, 5, 10, 20, 50 и 100 ескудо, които в момента са в обращение, са издадени през 1994 г. Интересен факт е, че всички монети, с изключение на монетата от 1 ескудо, са издадени с три различни дизайна на обратната страна като част от серията птици, растения и платноходки.
Изображенията на лицевата и обратната страна на монетите са ориентирани коаксиално едно спрямо друго. Монетата от 100 ескудо е 10-странна, а останалите монети са кръгли.
Банката на Кабо Верде периодично издава възпоменателни монети, изработени от неблагородни (бронзова стомана, медно-никелова сплав и биметал) и скъпоценни (сребро с проба 900, 925 и 999, злато с проба 750, 900, 917 и 999) метали в купюри от 1, 10, 25, 50, 100, 200, 250, 1000 и 2500 ескудо. Възпоменателните монети са законно платежно средство и се приемат при всички транзакции по номинална стойност.

## Банкноти

### Емисия 1977 г.
Първите банкноти на независимата държава в деноминации от 100, 500 и 1000 ескудо, които съвпадат с годишнината от създаването на Банката на Кабо Верде, са издадени през 1977 г.
На лицевата страна на банкнотите е изобразен портрет на лидера на национално-освободителното движение на Кабо Верде и Гвинея-Бисау Амилкар Кабрал и орнамент на национално облекло от село Тарафал, номиналът, името на централната банка, държавната емблема, серийните номера, подписите на министъра на финансите Амару да Луз и председателя на Банката на Кабо Верде Корент ино Сантос.
На обратната страна, в допълнение към основното изображение, има деноминацията, името на централната банка и предупреждение за фалшифициране. За воден знак е избран портретът на Амилкар Кабрал. Банкнотите от тази емисия са отпечатани във Великобритания от компанията Bradbury Wilkinson and Company.

### Емисия 1989 г.
През 1989 г. е издадена нова серия от банкноти, на чиято лицева страна също има портрет на Амилкар Кабрал. На лицевата страна също са изобразени деноминацията, името на централната банка, серийни номера, подписите на министъра на финансите Педро Пирес и президента на Банката на Кабо Верде Амаро да Луз, житен клас и датата на издаване.
На обратната страна, в допълнение към основното изображение, има деноминацията, името на централната банка, изображение на царевичен кочан и държавна емблема, както и предупреждение за фалшифициране. За воден знак е избран портретът на Амилкар Кабрал. Банкнотите от тази емисия са отпечатани във Великобритания от компанията Thomas de la Rue.
| Емисия от 1989 г. | Емисия от 1989 г. | Емисия от 1989 г. | Емисия от 1989 г. | Емисия от 1989 г. | Емисия от 1989 г. | Емисия от 1989 г. | Емисия от 1989 г.     |
| Изображение       | Изображение       | Номинал (ескудо)  | Размери (мм)      | Основни цветове   | Описание          | Описание          | Година на отпечатване |
| Аверс             | Реверс            | Номинал (ескудо)  | Размери (мм)      | Основни цветове   | Аверс             | Реверс            | Година на отпечатване |
| ----------------- | ----------------- | ----------------- | ----------------- | ----------------- | ----------------- | ----------------- | --------------------- |
|                   |                   | 100               |                   | червен            |                   |                   | 1989                  |
|                   |                   | 200               |                   | зелен             |                   |                   | 1989                  |
|                   |                   | 500               |                   | син               |                   |                   | 1989                  |
|                   |                   | 1000              |                   |                   |                   |                   | 1989                  |
|                   |                   | 2500              |                   |                   |                   |                   | 1989                  |

В оборот са банкноти с номинал от 200, 500, 1000, 2000 и 5000 ескудо от различни емисии. През 1999 г. серията от 1992 г. е допълнена с купюри от 2000 и 5000 ескудо. През 2005 г. банкнотата от 200 ескудо е преработена, а през 2007 г. са преработени и банкнотите от 500 и 1000 ескудо. Банкноти от стари емисии са изведени от обращение и са обменяни от Банката на Кабо Верде до 24 април 2016 г.